# Haben und Nichthaben (Roman)
Haben und Nichthaben ist ein Roman von Ernest Hemingway, der 1937 unter dem Titel To Have and Have Not im Verlag Scribner’s Sons, New York, erschien. Teile des Buches soll er im Compleat Angler Hotel auf Bimini, Bahamas, geschrieben haben. Die einzige autorisierte Übertragung ins Deutsche stammt von Annemarie Horschitz-Horst und wurde erstmals 1951 parallel im Steinberg Verlag Zürich und im Rowohlt Taschenbuch Verlag Hamburg veröffentlicht.

## Inhalt
Die Handlung wird aus unterschiedlichen Perspektiven abwechselnd als Ich-Erzählung und auktoriale Erzählung geschildert, wobei auch die jeweilige Figur des Ich-Erzählers sich ändert.
Die Geschichte beginnt an einem Morgen in Havanna, als der Protagonist des Romans, Harry Morgan, sich im Café Pearl of San Francisco mit drei einheimischen Männern trifft, die ihm am Vorabend das Angebot unterbreiteten, ihm jeweils 1000 Dollar zu zahlen, wenn er sie mit seinem Boot in die USA schmuggeln würde. Harry lehnt mit den Worten „… ich verfrachte nichts in die Staaten, was reden kann“ ab. Er hat zu viel Angst vor den Konsequenzen, falls sie entdeckt würden. Zwar hat er früher Alkohol geschmuggelt, dies jedoch aufgegeben, seit sein Geschäft als Skipper gut läuft. Harry lebt zusammen mit seiner Frau Marie und seinen drei Töchtern in Key West, verdient sein Brot aber in Kuba. Er verchartert dort sein Boot vom Herbst bis zum Frühling an Amerikaner, die zum Marlin-Fischen auf die Insel kommen.
Als nach einer dreiwöchigen Angeltour sein derzeitiger Kunde jedoch verschwindet, ohne die ausstehenden 825 Dollar zu bezahlen, ist Harry gezwungen, auf irgendeine Weise noch Geld zu machen. Er kann nicht mittellos zu seiner Frau und seinen Töchtern zurückkehren und dort den Sommer verbringen.
Er entscheidet sich dafür, im Auftrag eines Chinesen zwölf seiner Landsleute für 100 Dollar pro Kopf zu den Tortugas zu schmuggeln. Anstatt den Auftrag auszuführen, ermordet er den Auftraggeber und bringt die Chinesen wieder nach Kuba zurück. Danach kehrt er nach Florida in seine Heimat zurück.
Im darauffolgenden Herbst ist aufgrund der wirtschaftlichen Depression mit den Bootsfahrten zum Fischen kein Geld mehr zu verdienen und Harry beginnt wieder mit dem Alkoholschmuggel. Dabei wird er bei einer seiner Touren in einen Schusswechsel mit Kubanern verwickelt und dabei so schwer verletzt, dass ihm der rechte Arm amputiert werden muss. Zudem wird sein Boot vom Zoll beschlagnahmt, sodass Harry ohne Einkommen dasteht.
Da er im Gegensatz zu seinem Freund nicht bereit ist, schlecht bezahlte Gelegenheitsarbeiten zu übernehmen, er aber seine Familie ernähren muss, nimmt er nach seiner Genesung wieder einen dubiosen Auftrag an. Über einen befreundeten Anwalt erhält er das Angebot, vier Kubaner über den Golf nach Cabanas zu bringen. Als sie sich im Café treffen, wissen die vier Kubaner nicht, dass Harry Spanisch spricht, und so erfährt er, dass die vier vorhaben, eine Bank zu überfallen und dann nach Kuba zu flüchten. Trotzdem nimmt er das Angebot an, tüftelt aber bereits einen eigenen Plan aus.
Er chartert das Boot eines Freundes und versteckt sein Gewehr im Motorraum. Harry plant, sich im Laufe der Überfahrt der Kriminellen zu entledigen. Auf hoher See kommt es zu einer Schießerei, bei der Harry alle vier Kubaner tötet, allerdings selbst zweimal in den Bauch getroffen wird. Das Boot wird ebenfalls beschädigt. Schwer verwundet und im Delirium treibt Harry mit dem Boot im Golf.
Um Mitternacht des nächsten Tages, als das Boot, das von einem vorbeifahrenden Tanker gemeldet wurde, von der Küstenwache in den Hafen geschleppt wird, ist Harry noch am Leben. Er wird ins nahe gelegene Militärhospital gebracht, wo er auf dem Operationstisch stirbt.
Im Buch gibt es daneben noch einige parallele Handlungsstränge über Personen, die auf Key West leben oder dort ihren Urlaub verbringen.

## Entstehungsgeschichte
To Have and Have Not ist aus zwei Kurzgeschichten entstanden, die den Anfangsteil des später erschienenen Romans bilden. Im September 1933 verfasste Hemingway in Madrid eine längere Kurzgeschichte, die im April 1934 in der Cosmopolitan unter dem Titel One Trip Across veröffentlicht wurde. In dieser Erzählung stellte Hemingway die Figur des Harry Morgan vor, eines ehemaligen Polizeibeamten aus Miami, der mit seiner Familie in Key West lebt und als Skipper tätig ist. Um seine Frau und Tochter ernähren zu können, schmuggelt er Alkohol. Im November 1935 schrieb Hemingway in Key West eine zweite Geschichte mit Harry Morgan als Hauptfigur, in der dieser in einer Schießerei seinen rechten Arm verliert. Sein Boot, mit dem er Alkohol aus Kuba geschmuggelt hat, wird konfisziert. Die Geschichte erschien im Februar 1936 im Esquire unter dem ironischen Titel The Trademan Returns.
Im Sommer 1936 entschloss sich Hemingway, aus der Morgan-Geschichte einen Roman zu machen. In dem Buch sollten die krassen Unterschiede zwischen Key West und Havanna akzentuiert und die Auswirkungen der kubanischen Revolution auf die betroffenen Menschen thematisiert werden. Geplant war eine weitere Morgan-Geschichte, die länger als die ersten beiden ausfallen und mit zusätzlichem Key West Material angereichert werden sollte, um den Charakter und die Biografie des Protagonisten abzurunden.
Carlos Baker zufolge konnte Hemingway sein ursprüngliches Konzept für den Roman nach dem Ausbruch des Spanischen Bürgerkriegs jedoch nicht mehr vollständig realisieren, da er so bald wie möglich nach Madrid zurückkehren wollte, um das Geschehen in Spanien unmittelbar miterleben zu können. Hemingway war sich allerdings der Risiken eines Aufenthaltes in Spanien während des Bürgerkrieges durchaus bewusst und wollte auch aus diesem Grunde vor seiner Abreise kein unvollendetes Manuskript für einen Roman hinterlassen.
Daher zog er sich nach Wyoming zurück, um dort den Romanentwurf zügig fertigzustellen. Ab August 1936 arbeitete Hemingway unablässig an der dritten Morgan-Geschichte, Anfang November 1936 umfasste das Manuskript bereits 353 Seiten. Am 2. Januar 1937 schloss Hemingway die erste Fassung ab, obwohl er mit dem Entwurf noch nicht völlig zufrieden war. Für eine gründliche Überarbeitung fehlte ihm vor seiner Abfahrt nach Spanien am 27. Februar 1937 jedoch die Zeit; die Druckfahne konnte er Ende Juli 1937 nur noch flüchtig Korrekturlesen. Als der Roman am 15. Oktober 1937 erschien, war Hemingway wieder in Spanien.

## Wirkungsgeschichte
Von zeitgenössischen Literaturkritikern wurde To Have and Have Not teilweise sehr negativ beurteilt. So bezeichnete die renommierte New York Times den Roman in ihrer Rezension zwei Tage nach dem Erscheinen als ein im Wesentlichen „leeres Buch“, das Hemingway besser nicht veröffentlicht hätte:
„Essentially, this new novel is an empty book. [...] Mr. Hemingway’s record as a creative writer would be stronger if it had never been published.“
Trotz einer Verfeinerung seiner erzähltechnischen Fähigkeiten habe Hemingway sich seit seinem vorherigen Roman A Farewell to Arms geistig nicht weiterentwickelt; das neue Werk zeige in keiner Weise ein tieferes Verständnis des Lebens:
„There is evidence of no mental growth whatever; there is no better understanding of life, no increase in his power to illuminate it or even to present it.“
In kommerzieller Hinsicht war der Roman dagegen durchaus erfolgreich; zwei Wochen nach der Erstveröffentlichung stand To Have and Have Not an vierter Stellen der amerikanischen Bestseller-Listen; bis zum 10. März 1938, sechs Monate nach der Erstpublikation, wurden 36.000 Exemplare verkauft.

## Verfilmungen
- Das Buch wurde 1944 mit Humphrey Bogart und Lauren Bacall unter dem Titel Haben und Nichthaben verfilmt. Allerdings hat der Inhalt des Films (Drehbuch von William Faulkner) nicht viel mit dem Roman von Ernest Hemingway gemeinsam. So wurde z. B. der Schauplatz nach Martinique verlegt und die Rolle von Lauren Bacall hinzuerfunden.

- 1950 entstand eine zweite Filmversion unter der Regie von Michael Curtiz, Menschenschmuggel. Der Film mit John Garfield in der Hauptrolle blieb näher an der Romanvorlage Hemingways.

- Ein drittes Mal wurde der Stoff 1958 von Don Siegel verfilmt. Audie Murphy spielte die Rolle des Harry in dem Strich durch die Rechnung betitelten Film.